# Bed-In

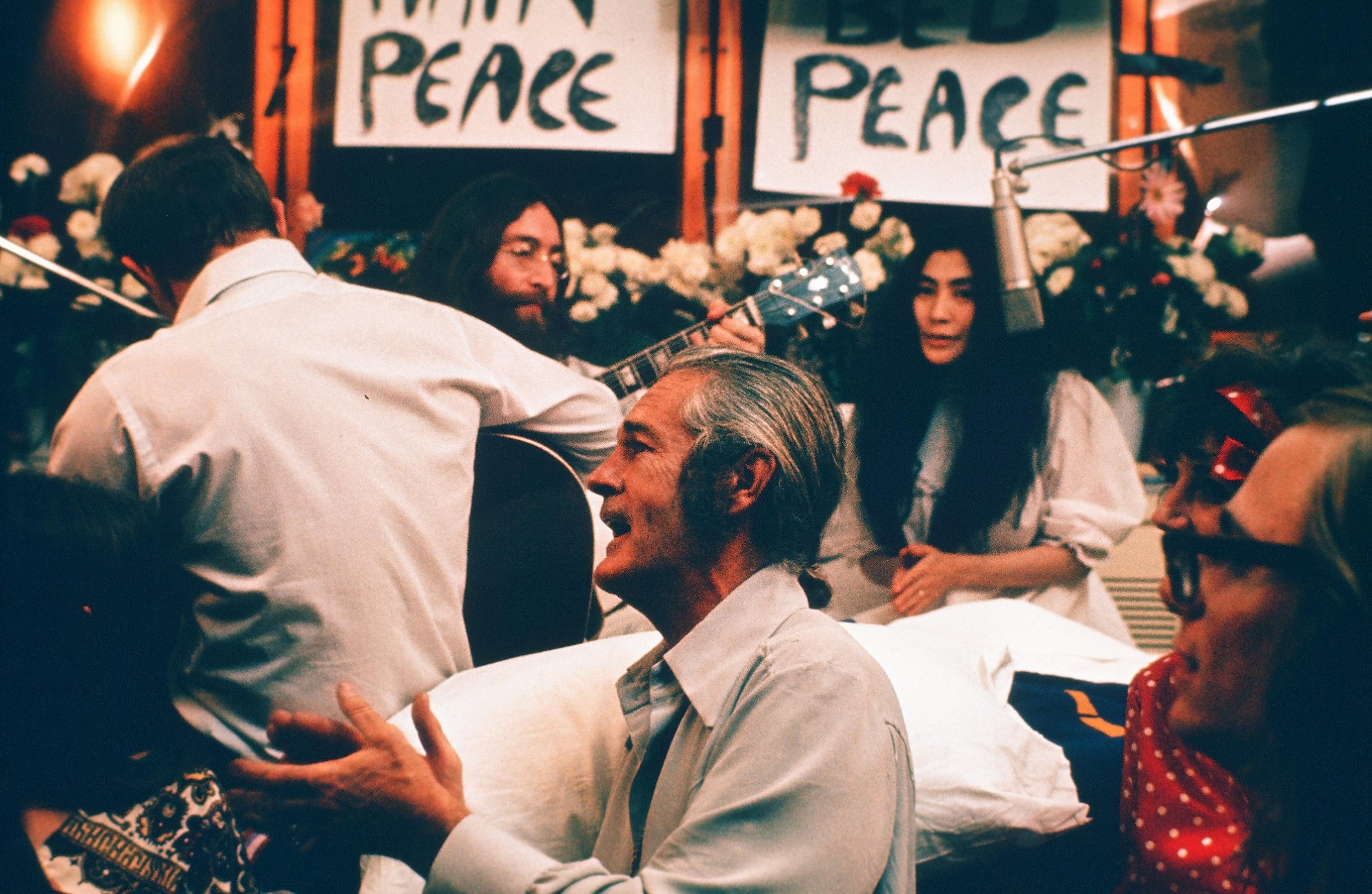
Lennon mentre registra la canzone Give Peace a Chance durante il bed-in di Montréal

Bed-In è stata una forma di protesta non-violenta contro la guerra in Vietnam messa in atto nel 1969 da John Lennon e Yōko Ono.

## Storia
Durante la guerra in Vietnam, nel 1969, John Lennon e Yōko Ono tennero un Bed-In per la Pace della durata di due settimane nelle città di Amsterdam e Montréal, questo era il loro modo non-violento di protestare contro la guerra e di promuovere la pace mondiale. Il termine è una ironica storpiatura del popolare termine inglese "Sit-in" (di protesta).

### Bed-in di Amsterdam

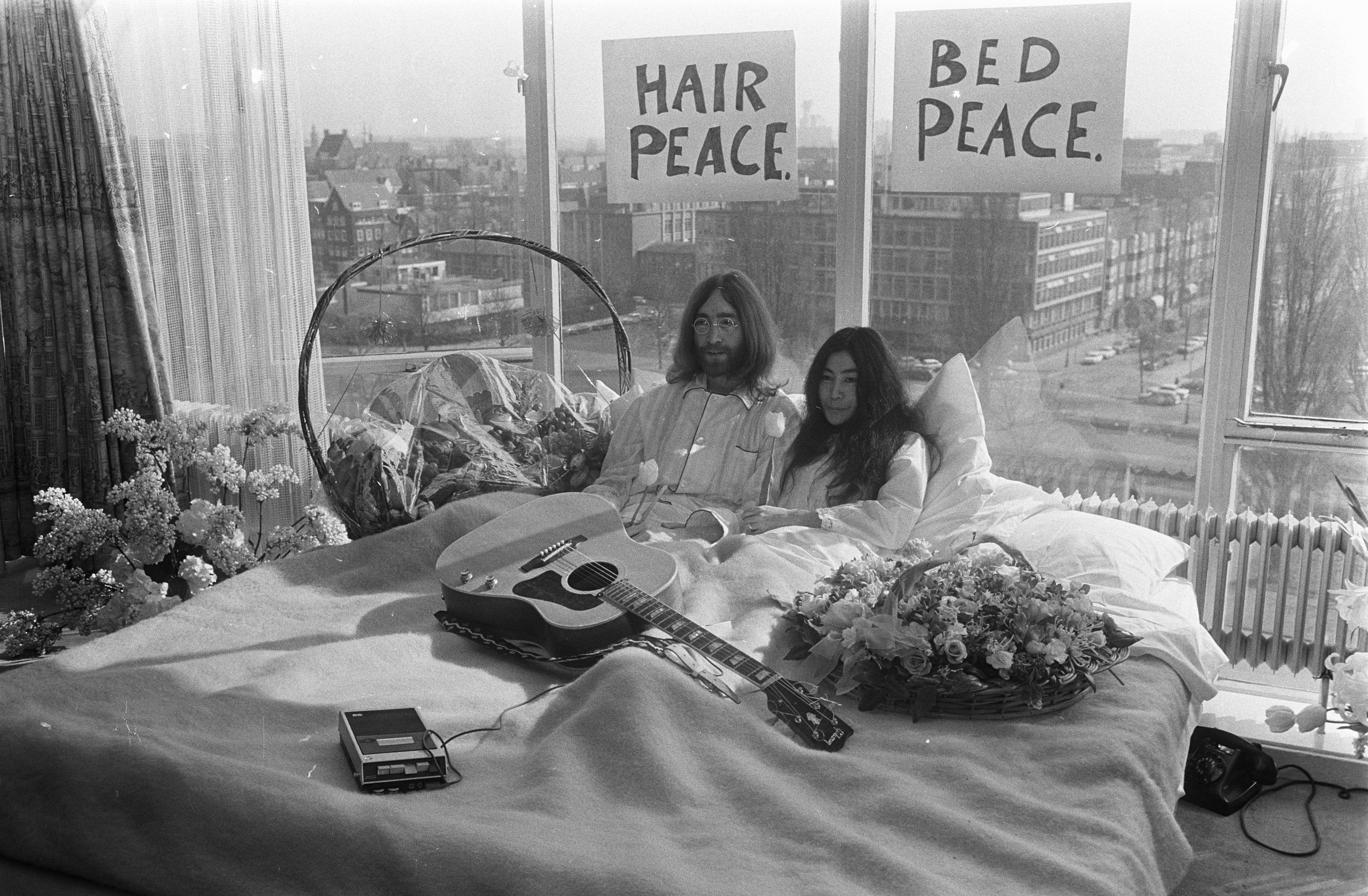
Yoko e John durante il bed-in di Amsterdam, da martedì 25 a lunedì 31 marzo 1969

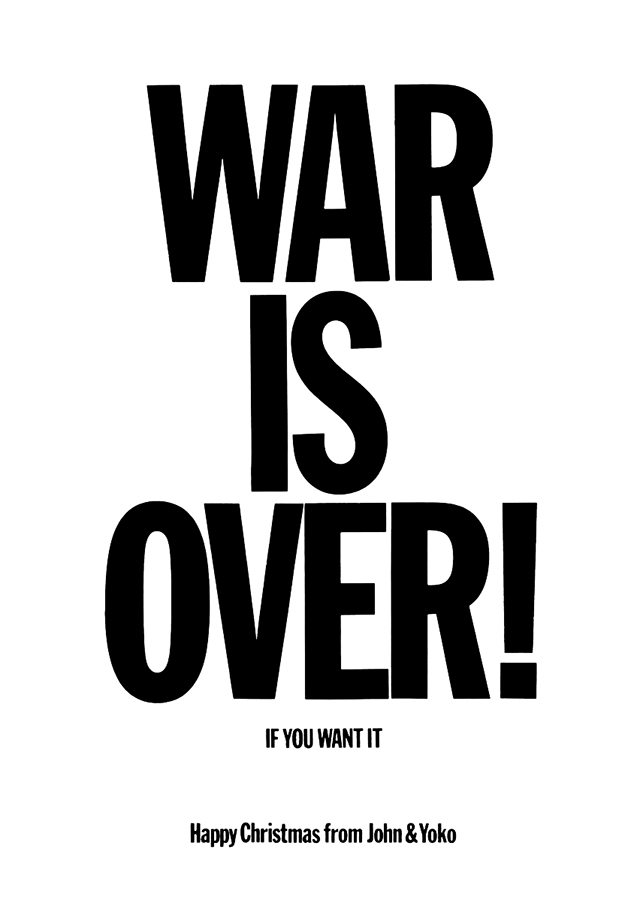
Cartelloni pubblicitari a supporto della campagna per la pace, affissi nel 1969 in 12 delle maggiori città del mondo: New York, Los Angeles, Toronto, Roma, Atene, Amsterdam, Berlino, Parigi, Londra, Tokyo, Hong Kong e Helsinki

Sapendo che il loro matrimonio, celebratosi il 20 marzo 1969, sarebbe stato un grande evento mediatico, John e Yoko decisero di usare indirettamente la pubblicità che avrebbero ricevuto per promuovere la pace mondiale. Passarono la loro luna di miele nella suite presidenziale (stanza 702) dell'Amsterdam Hilton Hotel tra il 25 e il 31 marzo, dando libero accesso alla stampa nella loro camera da letto tutti i giorni dalle nove di mattina alle nove di sera. La stampa si trovava davanti i due coniugi in pigiama, eternamente a letto, che parlavano di amore e pace universali con appesi alla parete della camera cartelli scritti a mano con scritte tipo "Hair Peace" (Pace dei capelli) e "Bed Peace" (Pace a letto). Dopo sette giorni, la coppia si spostò a Vienna, Austria, dove i due tennero una conferenza stampa rinchiusi in un sacco.
Durante l'aprile 1969, John e Yoko manifestarono in favore della pace in diversi Paesi nella speranza che l'attenzione mediatica attirata dalle loro figure avrebbe favorito anche la diffusione del messaggio pacifista. Per otto mesi, la coppia inviò delle scatolette con dentro delle ghiande ai vari leader mondiali, però non ottenne mai la possibilità di incontrare nessun capo di stato. Il loro matrimonio («You can get married in Gibraltar near Spain»), il primo Bed-In («Talking in our beds for a week»), la conferenza stampa di Vienna («Made a lightning trip to Vienna...The newspapers said...»), sono tutti menzionati nella canzone dei Beatles The Ballad of John and Yoko.

### Bed-in di Montréal
Il loro secondo Bed-In avrebbe dovuto tenersi a New York City, ma John non fu accettato nel Paese a causa dei suoi trascorsi giudiziari risalenti al 1968, per possesso di cannabis. Quindi il tutto venne spostato alle Bahamas nello Sheraton Oceanus Hotel, ma dopo una nottata afosa, la coppia decise di spostarsi a Montréal.
Arrivarono a Montréal il 26 maggio e presero alloggio nella stanza numero 1742 del Queen Elizabeth Hotel. Nel corso della loro permanenza durata sette giorni, invitarono nella loro stanza amici e conoscenti, tra i quali Timothy Leary, Murray the K, Tommy Smothers, Allen Ginsberg, Dick Gregory e Al Capp, e tutti tranne Capp (che ebbe un acceso diverbio con la coppia) parteciparono alla registrazione collettiva del brano Give Peace a Chance, registrato nella camera d'albergo il primo giugno. La televisione di stato del Canada, la Canadian Broadcasting Corporation, filmò gran parte dell'evento.
Nel dicembre 1969, John e Yoko diffusero il loro messaggio di pace attraverso cartelloni pubblicitari sparsi nelle maggiori città del mondo che recavano la scritta "WAR IS OVER! If You Want It - Happy Christmas From John and Yoko" (LA GUERRA È FINITA! Se lo volete - Buon Natale da John & Yoko).

## Riferimenti nella cultura di massa

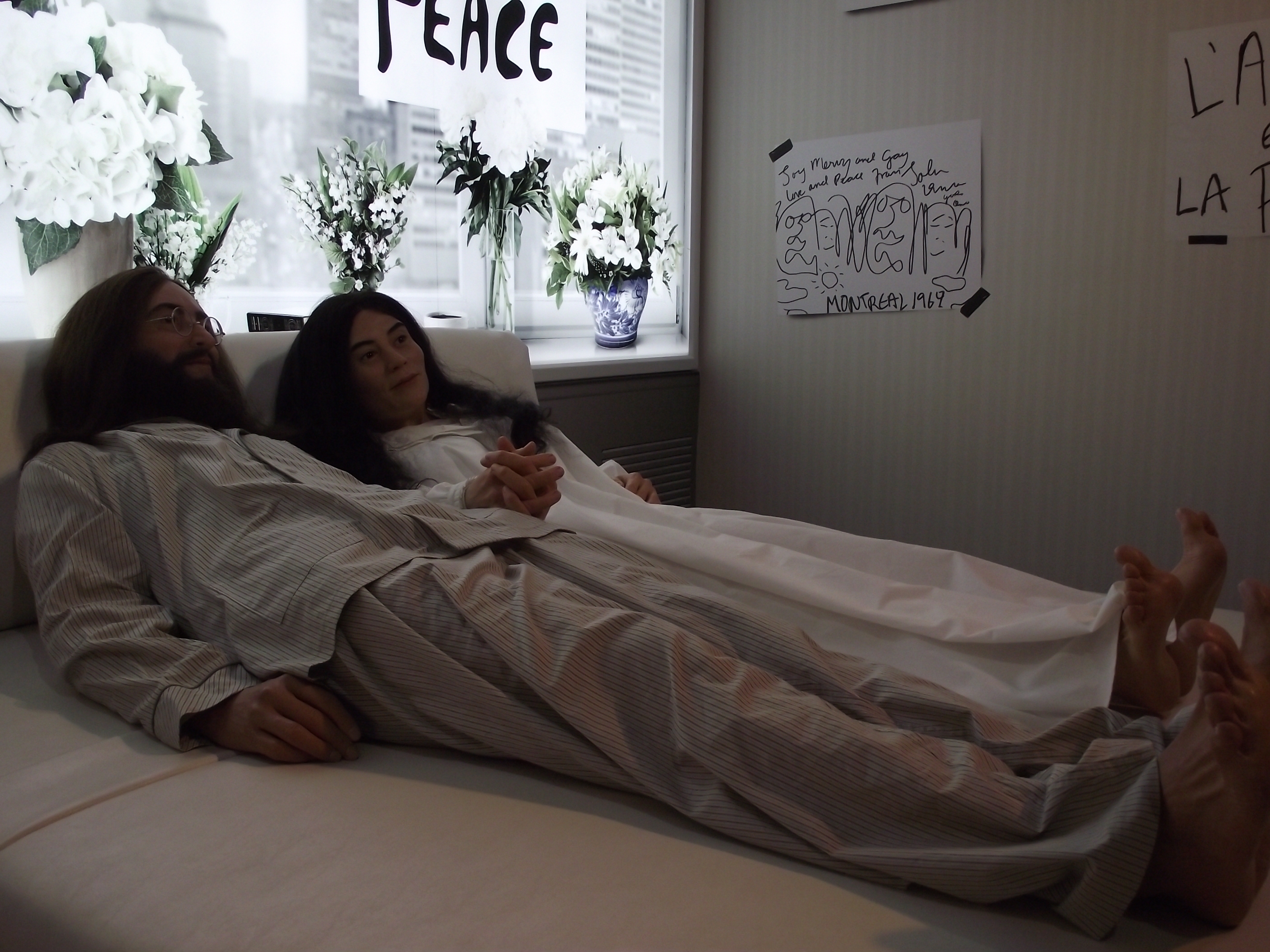
Statue di cera raffiguranti John Lennon e Yoko Ono a letto durante il Bed-In di Montreal del 1969 (Musée Grévin Montreal)

La forma di protesta artistica del Bed-In colpì molto l'opinione pubblica dell'epoca e da allora è stata reinterpretata e riutilizzata da svariati artisti, come, tra i più noti, Marijke van Warmerdam e la sua gallerista Kees van Gelder nel 1992 nello stesso hotel Amsterdam Hilton; e The Centre of Attention nel 2005 a Miami. Un finto Bed-In di protesta è stato messo in scena nel 2006 dai Viva Voce per un loro videoclip musicale. Nel 2010, Il centro di Liverpool per le arti contemporanee, il Bluecoat, mise in scena un evento della durata di 62 giorni denominato "Bed-In at the Bluecoat", nel quale artisti, attivisti, comunità ed altri invitavano il pubblico a fare "qualcosa per un mondo migliore." Yoko diede il suo assenso all'evento e inviò un messaggio video. Il progetto ebbe inizio il 9 ottobre, data del settantesimo compleanno di Lennon se fosse stato in vita, e terminò il 9 dicembre, trentesimo anniversario del suo assassinio.
I Bed-In di John & Yoko sono citati nella canzone Don't Look Back in Anger degli Oasis, nella quale il cantante Noel Gallagher canta: «I'm gonna start a revolution from my bed / 'Cause you said the brains I had went to my head». La canzone è inclusa nel loro album (What's the Story) Morning Glory? del 1995
Gli Articolo 31, nel brano Gigugin dell'album Così com'è (1996) citarono in maniera leggera e ironica la protesta organizzata da John Lennon e Yoko Ono. Nella canzone infatti J-Ax canta: «Gigugin, ti porterei ogni sera a cena da Chez Maxime, e al Drive In in limousine, come John Lennon farei un bed-in, Gigugin, come Dean Martin gingo-gingolin!».
Nel video musicale della canzone It's Saturday dei Marcy Playground, il gruppo si ritrova nella stanza d'hotel di John Lennon e Yoko durante il loro Bed-In.
Il duo pop giapponese Puffy Amiyumi rese omaggio ai Bed-in sulla copertina del loro album Nice. del 2003.
Alla fine del 2006, Billie Joe Armstrong, cantante solista della band Green Day, e sua moglie, Adrienne Armstrong, effettuarono un Bed-In. Billie Joe e Adrienne restarono a letto, con un poster sopra le loro teste con scritto "Fate l'amore, non fate la guerra" in spagnolo.
Nel 2010, la città di Montreal ha posizionato un'installazione artistica all'interno del Mount Royal Park per commemorare il celebre Bed-In. L'opera di Linda Covit e Marie-Claude Séguin si intitola Give Peace a Chance e contiene le parole "give peace a chance" ("date una possibilità alla pace") in quaranta lingue differenti.
Nel 2013 la cantante statunitense Jhene Aiko e il rapper Childish Gambino resero omaggio al Bed-In di John Lennon & Yoko Ono apparendo a letto con dei fiori in mano nella copertina del singolo Bed Peace tratto dall'EP Sail Out della Aiko.
Il 13 settembre 2018, davanti al Municipio di New York la stessa Yoko Ono ricreò il famoso bed-in insieme all'ex Beatle Ringo Starr e al famoso attore Jeff Bridges.